# Рокур-Сен-Мартен
Року́р-Сен-Марте́н (фр. Rocourt-Saint-Martin) — коммуна во Франции, находится в регионе Пикардия. Департамент коммуны — Эна. Входит в состав кантона Шато-Тьерри. Округ коммуны — Шато-Тьерри.
Код INSEE коммуны — 02649.

## Население
Население коммуны на 2010 год составляло 321 человек.
| 1962 | 1968 | 1975 | 1982 | 1990 | 1999 | 2010 |
| ---- | ---- | ---- | ---- | ---- | ---- | ---- |
| 213  | 228  | 190  | 175  | 284  | 295  | 321  |

## Экономика
В 2010 году среди 220 человек трудоспособного возраста (15—64 лет) 170 были экономически активными, 50 — неактивными (показатель активности — 77,3 %, в 1999 году было 70,9 %). Из 170 активных жителей работали 156 человек (82 мужчины и 74 женщины), безработных было 14 (10 мужчин и 4 женщины). Среди 50 неактивных 16 человек были учениками или студентами, 13 — пенсионерами, 21 были неактивными по другим причинам.